# Hampsonodes albiorbis
Hampsonodes albiorbis là một loài bướm đêm trong họ Noctuidae.